# Romário Baldé
Romário Baldé (* 25. Dezember 1996 in Bissau) ist ein portugiesisch-guinea-bissauischer Fußballspieler.

## Karriere

### Verein
Romário Baldé erlernte das Fußballspielen in den Jugendmannschaften der portugiesischen Vereine CF Estrela Amadora und Benfica Lissabon. Seinen ersten Vertrag unterschrieb bei seinem Jugendverein Benfica. Hier kam er in der zweiten Mannschaft zum Einsatz. Die Mannschaft aus Lissabon spielte in der zweiten Liga des Landes. Die Saison 2015/16 wurde er an den Erstligisten CD Tondela ausgeliehen. Für den Verein aus Tondela bestritt er 24 Erstligaspiele. Nach Vertragsende bei Benfica, wo er insgesamt 30 Zweitligaspiele bestritt, wechselte er nach Polen. Hier schloss er sich Lechia Gdańsk an. Für den Verein aus Danzig absolvierte er zehn Spiele in der ersten Liga, der Ekstraklasa. Académica de Coimbra, ein portugiesischer Zweitligist aus Coimbra, lieh ihn die Saison 2018/19 aus. Für Académica stand er 30-mal in der zweiten Liga auf dem Spielfeld. Im September 2019 verpflichtete ihn der portugiesische Erstligist Gil Vicente FC. Für Gil bestritt er sieben Erstligaspiele. Von Februar 2020 bis Saisonende wurde er an den Zweitligisten Leixões SC ausgeliehen. Für Leixões stand er viermal auf dem Rasen. Von August 2020 bis Mitte Juli 2021 war er vertrags- und vereinslos. Doxa Katokopia, ein Erstligist aus Zypern, nahm ihn am 13. Juli 2021 bis Jahresende unter Vertrag. Von Januar 2022 bis Saisonende spielte er beim ebenfalls in der ersten Liga spielenden AEL Limassol. 12 Ligaspiele bestritt er für den Verein aus Limassol. Im August 2022 zog es ihn nach Thailand. Hier unterschrieb er einen Vertrag beim Ratchaburi FC. Mit dem Verein aus Ratchaburi spielte er fünfmal in der ersten Liga. Nach der Hinserie wurde sein Vertrag nicht verlängert. Im März 2023 nahm ihn der chinesische Erstligist Nantong Zhiyun aus Nantong unter Vertrag.

### Nationalmannschaft
Romário Baldé durchlief von der U16 bis zur U20 alle portugiesischen Juniorenmannschaften. Seit 2019 spielt er für die Nationalmannschaft von Guinea-Bissau.